# جامعة مكة المكرمة المفتوحة
جامعة مكة المكرمة المفتوحة إحدى الجامعات الإسلامية الخاصة في السعودية وهي مؤسسة تعليمية متخصصة في الدراسات العليا.
ترغب الجامعة في تزويد الدارسين من غير التخصصات الشرعية بدبلوم عالٍ في الشريعة الإسلامية يؤهلهم للدراسات العليا والبحث العلمي المتقن. وفق المنهج الوسطي المعتدل.

## مجلس أمناء الجامعة
يتكون مجلس أمناء الجامعة من 12 عضوا، هو مجلس استشاري يُلتزم برأيه في كل القضايا الرئيسة العامة. ويقر السياسات العامة المقدمة من إدارة الجامعة ويتكون من اثني عشر عضواً هم كل من:
- د. عبد الله بن بيه
- د. علي بن محي الدين القرة داغي
- د. محمد بن عمر الزبير
- د. فريد بن محمد هادي
- د. عبد اللطيف بن أحمد الشيخ
- د. خلدون بن محمد سليم الأحدب
- د. سلمان بن فهد العودة
- د. أحمد بن عبد السلام الريسوني
- د. عـائض بن عبد الله القرني
- د. صلاح الدين بن عبد الحليم سلطان
- د. سعيد بن ناصر الغـامدي
- د. علي بن حمزة العُمري

## الكليات والأقسام
تحتوي الجامعة على كلية واحدة فقط هي كلية الدراسات الإسلامية، وتحتوي هذه الكلية على الأقسام التالية:
- القرآن الكريم وعلومه
- السنة النبوية وعلومها.
- الفقه الإسلامي.
- أصول الفقه.
- مقاصد الشريعة والسياسة الشرعية.
- الفتوى وفقه المستجدات.
- العقائد والأديان.
- الفرق والمذاهب المعاصرة.
- الاقتصاد الإسلامي.
- التربية الإسلامية.
- الحضارة والفكر الإسلامي.
- التاريخ الإسلامي.
- الدعوة والإعلام.

## الشهادات الممنوحة
يحصل الطالب المسجل بجامعة مكة المكرمة المفتوحة على شهادة الجامعة نفسها ويحصل معها على شهادة من إحدى الجامعات التالية وهي جامعات معترف بها من قبل جامعة الدول العربية :
- - الأكاديمية الأوربية للدراسات الإسلامية -  المملكة المتحدة.
- - جامعة أزهر البقاع -  لبنان.
- - جامعة القرن العالمية -  فنلندا -  الصومال.
- - كلية التجارة والحاسوب والتنمية البشرية (ABE) -  المملكة المتحدة.[2]